# Cayo Carrinas (cónsul 43 a. C.)
Cayo o Gayo Carrinas  fue un político y militar romano del siglo I a. C., hijo del mariano Cayo Carrinas.

## Carrera pública
En el año 45 a. C., Carrinas fue enviado por Julio César a combatir en Hispania contra Sexto Pompeyo y el resto de pompeyanos que aún combatían al dictador. Carrinas fracasó y fue reemplazado por Cayo Asinio Polión. Tras el establecimiento del Segundo Triunvirato en el año 43 a. C., Carrinas, junto con Publio Ventidio Baso, fue nombrado cónsul sustituto para lo que quedaba de ese año. 
Dos años después, Augusto le nombró gobernador de Hispania, cuando entró en guerra con Boco II de Mauritania. En el año 36 a. C., estuvo al mando de tres legiones para combatir a Sexto Pompeyo en Sicilia. En el año 31 a. C., fue nombrado gobernador de la Galia, donde luchó con éxito contra la rebelión de los mórinos y otras tribus galas e hizo retroceder a los suevos a la orilla derecha del Rin. Tras estos éxitos, fue recompensado con un triunfo en el año 29 a. C.